# Apeadero Kilómetro 65,526
Apeadero Kilómetro 65,526 es un apeadero ferroviario ubicado en la localidad de Abasto, en el partido de La Plata, provincia de Buenos Aires, Argentina.

## Servicios
Actualmente, no presta servicios de pasajeros.

## Ubicación
Pertenece al antiguo ramal entre las estaciones Ringuelet y Coronel Brandsen, y se ubica próximo a la ruta provincial 2. El ramal fue iniciado en 1883 por el Ferrocarril Oeste de Buenos Aires, propiedad de la Provincia de Buenos Aires, y vendido en 1890 al Ferrocarril Buenos Aires al Puerto de la Ensenada. Este último fue a su vez adquirido en 1898 por el Ferrocarril del Sud, de capitales británicos. Al nacionalizarse los ferrocarriles y reorganizarse el sistema en 1948, pasó a ser parte del Ferrocarril General Roca.